# سپیداج برازنده
سپیداج برازنده (نام علمی: Sepia elegans)، گونه ای سپیداج از تیرهٔ Sepiidae از شرق اقیانوس اطلس و دریای مدیترانه است. این یک گونه مهم برای ماهیگیری در برخی از مناطق مدیترانه است که ممکن است جمعیت آن از صید بی‌رویه رنج برده باشد.